# Елк Ривер (Минесота)
Елк Ривер (енгл. Elk River) град је у америчкој савезној држави Минесота.

## Демографија
По попису из 2010. године број становника је 22.974, што је 6.527 (39,7%) становника више него 2000. године.
| Група             | 2000.          | 2010.          |
| Белци             | 15.857 (96,4%) | 20.950 (91,2%) |
| Афроамериканци    | 73 (0,4%)      | 444 (1,9%)     |
| Азијати           | 81 (0,5%)      | 383 (1,7%)     |
| Хиспаноамериканци | 219 (1,3%)     | 718 (3,1%)     |
| Укупно            | 16.447         | 22.974         |